# Volo Med Jets 056
Il 31 gennaio 2025, il volo Med Jets 056, un Learjet 55 gestito dalla Jet Rescue Air Ambulance, si è schiantato a Filadelfia, in Pennsylvania, poco dopo il decollo, provocando la morte di tutti i presenti a bordo. Il Learjet 55 stava effettuando un volo di evacuazione medica dall'aeroporto di Filadelfia all'aeroporto Internazionale di Tijuana, con una sosta di rifornimento prevista all'aeroporto Nazionale di Springfield-Branson.
A bordo c'erano sei persone, tra cui una giovane paziente e sua madre. L'aereo ha colpito diversi edifici e veicoli durante l'incidente, causando incendi ed esplosioni che hanno ucciso una persona a terra e ferito almeno altre 24.

## Contesto
I dati meteorologici registrati dal Servizio Meteorologico Nazionale indicavano la presenza di pioggia leggera, cielo coperto e nebbia, e una raffica di vento di 50 km/h registrata poco prima delle 18:00 a Filadelfia. La visibilità è stata stimata essere di 10 km.

### L'aereo
L'aeromobile coinvolto nell'evacuazione medica era un Learjet 55 gestito dalla Jet Rescue Air Ambulance (marchio della società messicana Med Jets, S.A. de C.V. dba Jet Rescue). Aveva il numero di registrazione XA-UCI ed era stato prodotto nel 1982. Secondo una dichiarazione della Federal Aviation Administration (FAA), il velivolo è partito sulla pista 24 dall'aeroporto  alle 18:06, in rotta verso l'aeroporto di Springfield-Branson, Missouri.

### Passeggeri ed equipaggio
Secondo la FAA e il Segretario ai Trasporti degli Stati Uniti Sean Duffy, a bordo del Learjet 55 c'erano sei persone. Jet Rescue Air Ambulance, una compagnia messicana di trasporto medico, ha dichiarato che a bordo c'erano quattro membri dell'equipaggio, oltre a una paziente pediatrica e a sua madre provenienti da Ensenada, Baja California. Un membro dell'equipaggio è stato identificato come il capo della neonatologia del servizio di emergenza messicano XE Médica Ambulancias con sede ad Atizapán de Zaragoza, nello Stato del Messico. Uno dei piloti è stato identificato come un residente del Messico centrale con un'esperienza di volo di oltre dieci anni e che lavorava per Jet Rescue da più di un anno. Secondo la compagnia, la paziente stava tornando in Messico dopo aver completato quattro mesi di cure presso lo Shriners Hospitals for Children di Filadelfia. Il personale dell'ospedale le aveva organizzato una festa all'inizio della giornata. Tutte e sei le persone a bordo erano messicane.

## L'incidente

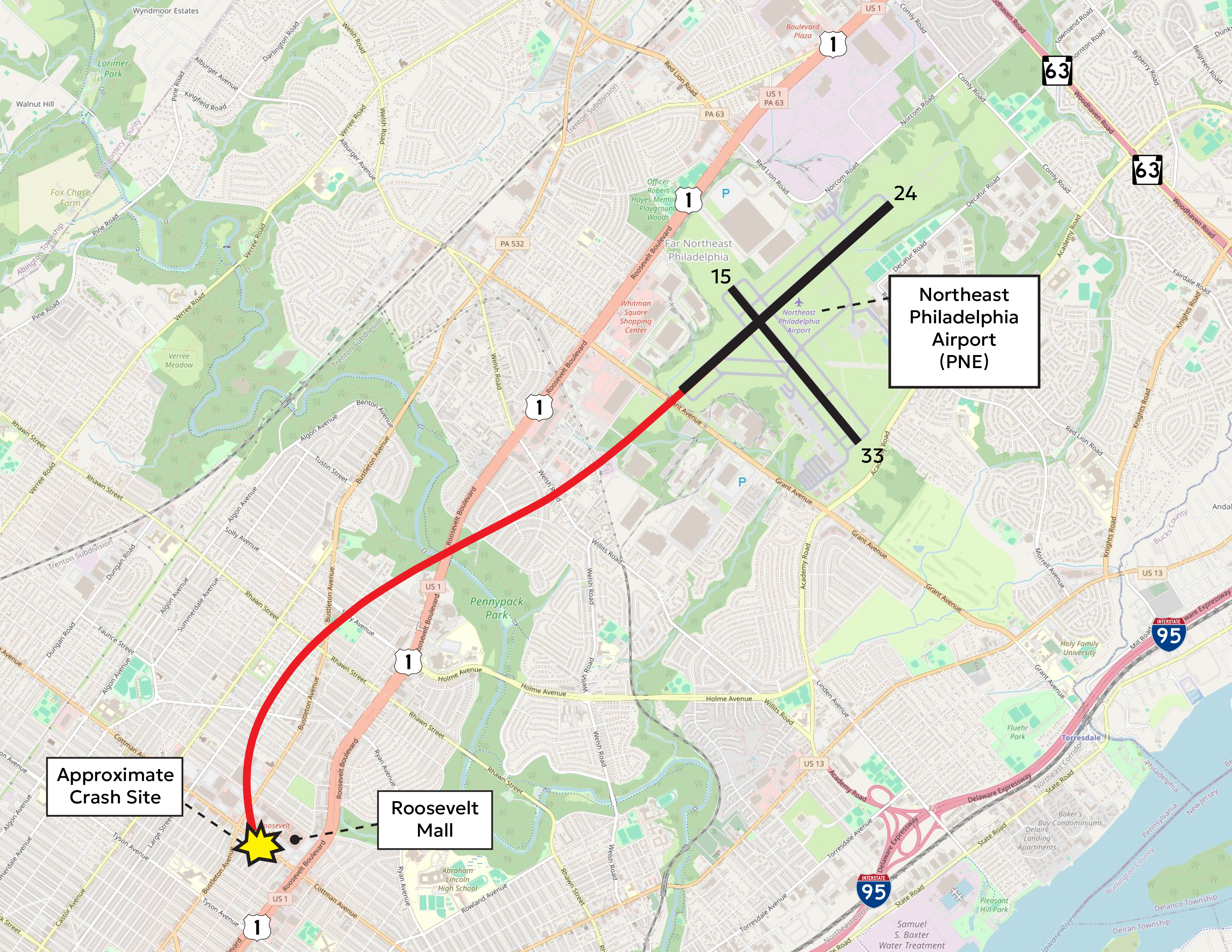
Mappa indicante la rotta dell'aereo fino al luogo dello schianto.

Alle 18:06 circa (EST) del 31 gennaio 2025, il Learjet 55 si è schiantato nei pressi del Roosevelt Mall, all'altezza di Cottman Avenue e Roosevelt Boulevard, con l'impatto del velivolo e dei suoi detriti su diversi edifici della zona. Il velivolo è decollato dall'aeroporto di Filadelfia, è salito fino a 1 650 piedi (500 m), è scomparso dai radar e si è schiantato 40 secondi dopo a meno di 5 chilometri di distanza. Gli ultimi dati ricevuti dal velivolo, mostrati da Flightradar24, riportano l'altitudine del Learjet a 1 275 piedi (389 m) e una velocità crescente di 242 nodi (448 km/h).
L'aereo è sceso a una velocità di circa 11.000 piedi al minuto (200 km/h). Una telecamera ha ripreso l'aereo cadere, producendo una grande esplosione con pesanti pennacchi di fumo dopo l'impatto con il suolo. Il servizio della WTXF-TV ha mostrato un grande campo di detriti e diversi incendi.
L'incidente è stato il secondo che ha coinvolto Jet Rescue dopo l'incidente del 2023 all'aeroporto di Cuernavaca, in Messico, in cui sono rimaste uccise quattro persone.

## Le vittime
Il 4 febbraio, Jet Rescue Air Ambulance ha reso noti i nomi dell'equipaggio e dei passeggeri a bordo del volo: il comandante Alan Alejandro Montoya Perales, il primo ufficiale Josué de Jesús Juárez Juárez, il dottor Raúl Meza Arredondo, il paramedico Rodrigo López Padilla, la paziente pediatrica Valentina Guzmán Murillo e sua madre Lizeth Murillo Ozuna.
Una persona a bordo di un'auto è rimasta uccisa. Nell'incidente sono rimaste distrutte quattro case e danneggiate altre diciassette insieme a diverse attività commerciali. Gli incendi si sono propagati alle case a schiera vicine. Ventiquattro persone a terra sono rimaste ferite, di cui almeno tre in modo grave.
Un ospedale universitario ha ricoverato sei delle vittime a terra, tre delle quali sono state curate e dimesse il giorno stesso. Altre due sono state dimesse successivamente, mentre un secondo ospedale ha ricoverato quindici persone (dodici dimesse in tempo breve). Tra i feriti c'era anche una persona che stava mangiando in una tavola calda, colpita alla testa dai detriti dell'incidente attraverso una finestra.

## Le indagini
La FAA ha annunciato che avrebbe indagato sull'incidente, sotto la guida del National Transportation Safety Board (NTSB). L'NTSB ha dichiarato che un investigatore era arrivato il 31 gennaio e altri funzionari sarebbero arrivati il 1° febbraio.
Il 2 febbraio, l'NTSB ha recuperato il registratore vocale della cabina di pilotaggio, il sistema di allarme di prossimità al suolo, che potrebbe contenere dati di volo, e i due motori dell'aereo. Questi sono stati inviati per la valutazione al laboratorio NTSB Vehicle Recorders di Washington, D.C.